# Озеро Любовель
О́зеро Любо́вель — гідрологічний заказник місцевого значення в Україні. Об'єкт розташований на території Ратнівського району Волинської області, на північ від сіл Млинове і Кортеліси під кордоном з Республікою Білорусь 
Площа — 181,5 га, статус отриманий у 2000 році.
Статус надано з метою охорони та збереження у природному стані однойменного озера карстового походження середньою глибиною 2 метри. Водна рослинність озера представлена угрупованнями латаття білого і глечиків жовтих, занесеними до Зеленої книги України.
Іхтіофауна заказника представлена такими видами риб: лящ (Abramis brama), щука (Esox lucius), окунь (Perca fluviatilis), лин (Tinca tinca), плітка (Rutilus rutilus), карась сріблястий (Carassius gibelio).
Колишні прибережні угіддя були затоплені після задамбування озера, утворивши мілководдя, де зростає водно-болотна рослинність, гніздяться водоплавні птахи, мешкають бобер (Castor fiber) та ондатра (Ondatra zibethicus). У північній і західній частині мілководдя зростає журавлина дрібноплода (Oxycoccus microcarpus) – рідкісний вид, занесений до Червоної книги України.